# George Will
Pour les articles homonymes, voir Will.
George Frederick Will, né le 4 mai 1941 à Champaign, est un journaliste, éditorialiste et écrivain américain,
Il écrit régulièrement des chroniques pour le Washington Post et fournit des commentaires pour NBC News et MSNBC. En 1986, le Wall Street Journal l’a qualifié de « peut-être le journaliste le plus puissant d’Amérique », dans la lignée avec Walter Lippmann. Lauréat du prix Pulitzer du commentaire politique en 1977, il est surtout connu pour ses éditoriaux politiques conservateurs.

## Biographie
Ancien membre du Parti républicain, Will était un proche allié de Ronald Reagan lors de sa campagne présidentielle en 1980. Il a aidé Reagan à préparer le débat, et a ensuite été faussement accusé par l’ancien président Jimmy Carter d’avoir fourni à Reagan un cahier d’information top secret dans un scandale connu sous le nom de Debategate, une allégation que Carter a ensuite rétractée.
Plus tard, il est devenu un critique des politiciens républicains, notamment Sarah Palin, Newt Gingrich et Donald Trump. La désapprobation de Will à l’égard de la campagne présidentielle de Trump l’a conduit à devenir indépendant en 2016, et il a ensuite voté pour Joe Biden en 2020 et a déclaré en septembre 2024 qu’il voterait pour Kamala Harris aux élections de 2024.